# Amphionthe dejeani
Amphionthe dejeani är en skalbaggsart som beskrevs av Pierre Émile Gounelle 1912. Amphionthe dejeani ingår i släktet Amphionthe och familjen långhorningar. Inga underarter finns listade i Catalogue of Life.